# Aitzendorf
Aitzendorf ist ein Dorf im Landkreis Mittelsachsen, das am 1. Januar 1999 nach Geringswalde eingemeindet wurde.

## Geographie
Das Platzdorf Aitzendorf liegt im Mittelsächsischen Lösshügelland auf einer Anhöhe etwa zwei Kilometer westlich der Stadt Geringswalde an der Bundesstraße 175. Die Gemarkung umfasst (ohne Eingemeindungen) 196 ha in Gelängeflur.

## Geschichte
Der Ort wird 1374 als Atzendorf (Dorf des Atzo oder Azzo, nach dem Lokator benannt) erwähnt. Dialektal gefärbt ist es 1489 und 1587 als Otzendorf bekannt und seit 1748 in der heutigen Schreibung aktenkundig.
Wie die benachbarten Orte gehörte Aitzendorf als Besitz des Klosters Geringswalde zu den Schönburgischen Herrschaften und kam Ende des 16. Jahrhunderts zum kursächsischen Amt Rochlitz. Die Grundherrschaft übte 1587 das Rittergut Kloster Geringswalde aus, 1764 wurde Aitzendorf Amtsdorf. Der Ort war nach Geringswalde eingepfarrt. Ab 1856 unterstand Aitzendorf dem Gerichtsamt Geringswalde und seit 1875 der Amtshauptmannschaft Rochlitz.
Am 1. Juli 1950 wurden die Nachbarorte Dittmannsdorf und Hermsdorf (das frühere Hochhermsdorf) eingemeindet. Mit ihnen kam es 1952 zum Kreis Rochlitz im Bezirk Chemnitz (1953 in Bezirk Karl-Marx-Stadt umbenannt). 1965 wurde Hermsdorf umgegliedert nach Zettlitz.
Aitzendorf wird durch einen Ortschaftsrat vertreten.

## Bevölkerungsentwicklung
1587 sind 12 besessene Mann und 3 Häusler nachgewiesen, 1764 11 besessene Mann und 8 Häusler. 1834 hatte der Ort 138 Einwohner, deren Anzahl bis 1925 auf 199 (davon 198 evangelisch-lutherischen und einer römisch-katholischen Bekenntnisses) stieg. 1938 wohnen nur 168 Menschen im Ort, 1946 durch Zuwanderung 222, und nach den Eingemeindungen von 1950 waren es 586. Bei der Ausgliederung Hermsdorfs 1964 gab es 741 Einwohner und 1990 nur noch 360.

## Verkehr
Die Bundesstraße 175 biegt am Aitzendorfer Gasthof nahezu im rechten Winkel ab. Dort zweigt die Kreisstraße 8272 nach Sachsendorf ab. Die K8292 verbindet Aitzendorf mit Hermsdorf und Methau. Die nächstgelegene Bahnstation befindet sich in Schweikershain.

## Weitere Informationen
- Aitzendorf im Historischen Ortsverzeichnis von Sachsen
- Dittmannsdorf im Historischen Ortsverzeichnis von Sachsen
- Aitzendorf und Dittmannsdorf. Stadt Geringswalde, 2014, abgerufen am 26. Februar 2016.